# Севера, Мария
Мария Севера или просто Севера (порт. Maria Severa Onofriana, A Severa, 1820, Лиссабон — 30 ноября 1846, там же) — португальская певица, известная как первая исполнительница фаду.

## Биография
Дочь отца цыганского происхождения и хозяйки таверны, подрабатывавшей проституцией. По тому же пути пошла и дочь. Вместе с тем, она начала петь и играть на португальской гитаре в лиссабонских тавернах.  Среди её любовников был плененный её голосом 13-й граф Вимьозу (дон Франсишку де Паула Португал-и-Каштру), который брал её с собой на корриду.
Умерла от туберкулеза в жалком борделе.  По легенде, её последние слова  были: «Умираю, хоть так и не жила».

## Посмертная судьба
Посмертной славой певица обязана писателю, дипломату и политику Жулиу Данташу, изобразившему её в романе Севера (1900), с успехом инсценированном в 1901.

## Образ в кино
На основе пьесы был снят первый португальский звуковой фильм Севера (1931, реж. Жузе Лейтан ди Барруш, в заглавной роли Дина Тереза, ).
В фильме Карлоса Сауры Фаду (2007) роль Северы исполнила певица Кука Розета ().
В 2011 на фестивале в Ниагара-он-те-Лейк  (Канада) был представлен мюзикл Джея Тёрви и Пола Спортелли Мария Севера,  заглавную роль сыграла Джули Мартел (,  ).